# Einfeldia wiedemanni
Einfeldia wiedemanni är en tvåvingeart som först beskrevs av Maurice Emile Marie Goetghebuer 1931.  Einfeldia wiedemanni ingår i släktet Einfeldia och familjen fjädermyggor.
Artens utbredningsområde är Österrike. Inga underarter finns listade i Catalogue of Life.